# Brézina
Brézina (em árabe: بريزينة) é um município localizado na província de El Bayadh, Argélia. Segundo o censo de 2008, a população total da cidade era de 12 468 habitantes.